# Segretario di Stato per la cultura, i media e lo sport
Il Segretario di Stato principale di Sua Maestà per la cultura, i media e lo sport (in inglese: His Majesty's Principal Secretary of State for Culture, Media and Sport), indicato anche come segretario della cultura (in inglese: Culture Secretary), è una posizione ministeriale a livello del Gabinetto del Regno Unito con responsabilità per il Dipartimento per la cultura, i media e lo sport (DCMS). La funzione è stata creata nel 1992 da John Major come Segretario di Stato per il patrimonio nazionale. Il primo a ricoprire il ruolo, David Mellor, lo ha soprannominato "Minister of Fun". Il 5 luglio 2024, Keir Starmer ha nominato Lisa Nandy alla carica.

## Lista dei Segretari di Stato

### Segretari di Stato per il patrimonio nazionale (1992–1997)
| Ritratto | Ritratto | Nome                                                 | Mandato           | Mandato           | Partito      | Primo ministro | Primo ministro |
| -------- | -------- | ---------------------------------------------------- | ----------------- | ----------------- | ------------ | -------------- | -------------- |
|          |          | David Mellor MP per Putney                           | 11 aprile 1992    | 22 settembre 1992 | Conservatore |                | John Major     |
|          |          | Peter Brooke MP per Cities of London and Westminster | 25 settembre 1992 | 20 luglio 1994    | Conservatore |                | John Major     |
|          |          | Stephen Dorrell MP per Loughborough                  | 20 luglio 1994    | 5 luglio 1995     | Conservatore |                | John Major     |
|          |          | Virginia Bottomley MP per South West Surrey          | 5 luglio 1995     | 2 maggio 1997     | Conservatore |                | John Major     |

### Segretari di Stato per la cultura, i media e lo sport (1997–2010)
| Ritratto | Ritratto | Nome                                            | Mandato         | Mandato         | Partito   | Primo ministro | Primo ministro |
| -------- | -------- | ----------------------------------------------- | --------------- | --------------- | --------- | -------------- | -------------- |
|          |          | Chris Smith MP per Islington South and Finsbury | 3 maggio 1997   | 8 giugno 2001   | Laburista |                | Tony Blair     |
|          |          | Tessa Jowell MP per Dulwich and West Norwood    | 8 giugno 2001   | 27 giugno 2007  | Laburista |                | Tony Blair     |
|          |          | James Purnell MP per Stalybridge and Hyde       | 28 giugno 2007  | 24 gennaio 2008 | Laburista |                | Gordon Brown   |
|          |          | Andy Burnham MP per Leigh                       | 24 gennaio 2008 | 5 giugno 2009   | Laburista |                | Gordon Brown   |
|          |          | Ben Bradshaw MP per Exeter                      | 5 giugno 2009   | 11 maggio 2010  | Laburista |                | Gordon Brown   |

### Segretari di Stato per la cultura, le Olimpiadi, i media e lo sport (2010–2012)
| Ritratto | Ritratto | Nome                                 | Mandato        | Mandato          | Partito      | Primo ministro | Primo ministro                           |
| -------- | -------- | ------------------------------------ | -------------- | ---------------- | ------------ | -------------- | ---------------------------------------- |
|          |          | Jeremy Hunt MP per South West Surrey | 12 maggio 2010 | 4 settembre 2012 | Conservatore |                | David Cameron (Coalizione Cameron–Clegg) |

### Segretari di Stato per la cultura, i media e lo sport (2012–2017)
| Ritratto | Ritratto | Nome                                         | Mandato          | Mandato        | Partito      | Primo ministro             | Primo ministro                           |
| -------- | -------- | -------------------------------------------- | ---------------- | -------------- | ------------ | -------------------------- | ---------------------------------------- |
|          |          | Maria Miller MP per Basingstoke              | 4 settembre 2012 | 9 aprile 2014  | Conservatore |                            | David Cameron (Coalizione Cameron–Clegg) |
|          |          | Sajid Javid MP per Bromsgrove                | 9 aprile 2014    | 11 maggio 2015 | Conservatore |                            | David Cameron (Coalizione Cameron–Clegg) |
|          |          | John Whittingdale MP per Maldon              | 11 maggio 2015   | 14 luglio 2016 | Conservatore | David Cameron (Cameron II) |                                          |
|          |          | Karen Bradley MP per Staffordshire Moorlands | 14 luglio 2016   | 3 luglio 2017  | Conservatore |                            | Theresa May (May I)                      |

### Segretari di Stato per il digitale, la cultura, i media e lo sport (2017–2023)
Nel 2017 il DCMS è stato rinominato Dipartimento per il digitale, la cultura, i media e lo sport in riconoscimento della crescente responsabilità che il dipartimento aveva acquisito per gli affari digitali. Karen Bradley ha continuato la sua funzione di Segretario di Stato per il dipartimento.
| Ritratto | Ritratto | Nome                                                            | Mandato           | Mandato           | Partito      | Primo ministro | Primo ministro        |
| -------- | -------- | --------------------------------------------------------------- | ----------------- | ----------------- | ------------ | -------------- | --------------------- |
|          |          | Karen Bradley MP per Staffordshire Moorlands                    | 3 luglio 2017     | 8 gennaio 2018    | Conservatore |                | Theresa May ( May II) |
|          |          | Matt Hancock MP per West Suffolk                                | 8 gennaio 2018    | 8 luglio 2018     | Conservatore |                | Theresa May ( May II) |
|          |          | Jeremy Wright MP per Kenilworth and Southam                     | 9 luglio 2018     | 24 luglio 2019    | Conservatore |                | Theresa May ( May II) |
|          |          | La Baronessa Morgan di Cotes MP per Loughborough (fino al 2019) | 24 luglio 2019    | 13 febbraio 2020  | Conservatore |                | Boris Johnson         |
|          |          | Oliver Dowden MP per Hertsmere                                  | 13 febbraio 2020  | 15 settembre 2021 | Conservatore |                | Boris Johnson         |
|          |          | Nadine Dorries MP per Mid Bedfordshire                          | 15 settembre 2021 | 6 settembre 2022  | Conservatore |                | Boris Johnson         |
|          |          | Michelle Donelan MP per Chippenham                              | 6 settembre 2022  | 7 febbraio 2023   | Conservatore |                | Liz Truss             |
|          |          | Michelle Donelan MP per Chippenham                              | 6 settembre 2022  | 7 febbraio 2023   | Conservatore | Rishi Sunak    |                       |

### Segretario di Stato per la cultura, i media e lo sport (2023–presente)
| Ritratto | Ritratto | Nome                                         | Mandato         | Mandato       | Partito      | Primo ministro | Primo ministro |
| -------- | -------- | -------------------------------------------- | --------------- | ------------- | ------------ | -------------- | -------------- |
|          |          | Lucy Frazer MP per South East Cambridgeshire | 7 febbraio 2023 | 5 luglio 2024 | Conservatore |                | Rishi Sunak    |
|          |          | Lisa Nandy MP per Wigan                      | 5 luglio 2024   | in carica     | Laburista    |                | Keir Starmer   |